# 兩浙東路

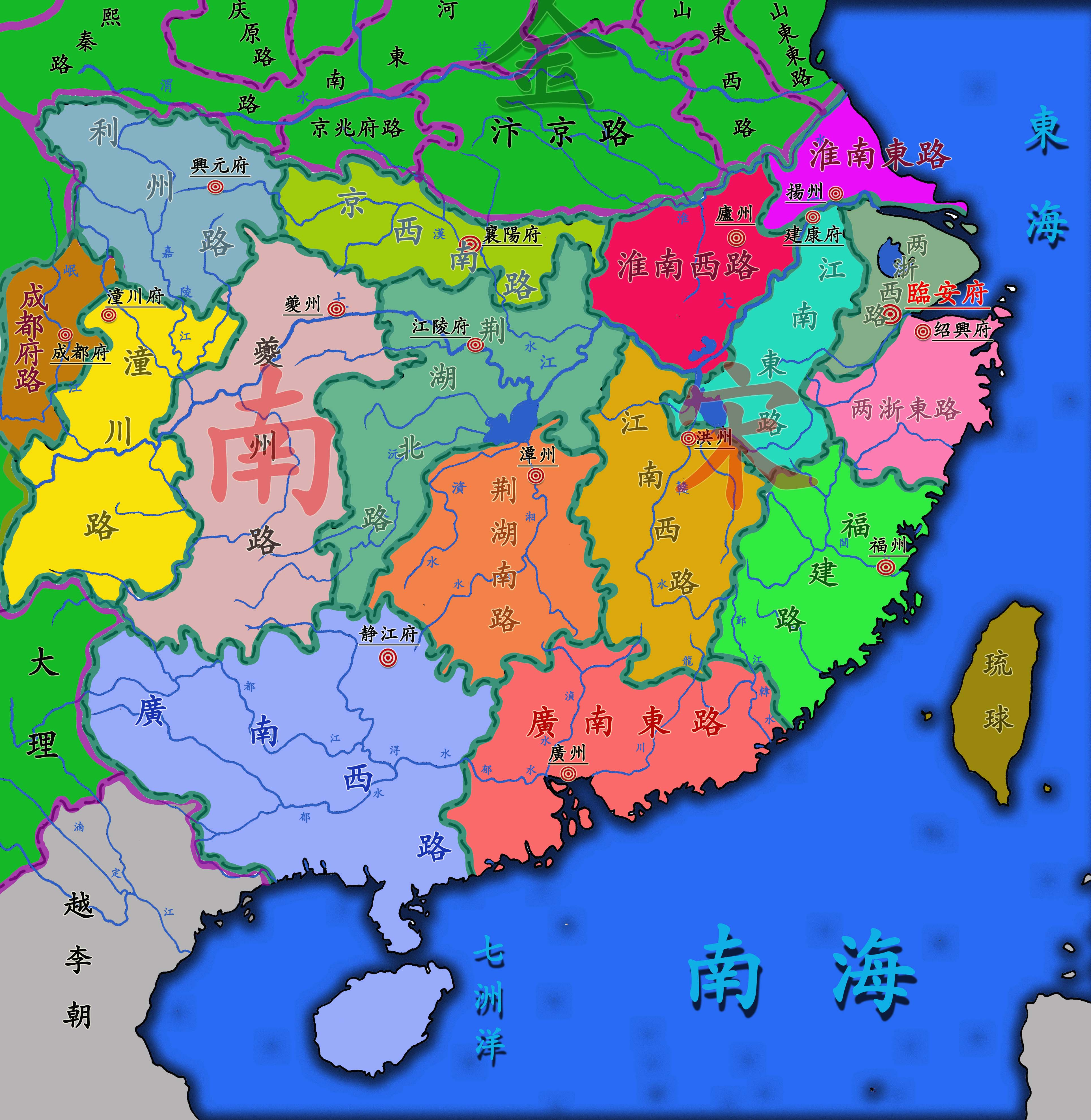
宋 分路图

兩浙东路是兩宋時期设置的一个路。

## 歷史
- 宋熙寧七年（1074年），分為兩浙路（治杭州）為東西路，兩浙東路轄越、婺、衢、明、台、處、溫七州。治所在山陰縣（今紹興市越城區），尋合為一，九年（1076年）複分，十年（1077年）複合。
- 建炎三年(1129年)分兩浙路置兩浙東、西二路，東路治越州，以越州、婺州、明州、溫州、台州、處州、衢州來屬； 兩浙東路仍治越州山陰縣（今紹興市越城區）。紹興四年（1134年）兩浙東路轄紹興、慶元、瑞安三府及婺、台、處、衢四州。紹興元年(1131年)升越州為紹興府；慶元元年(1195年)升明州為慶元府；咸淳元年(1265年)升溫州為瑞安府。
- 元朝至元十三年（1276年）廢兩浙東路入江淮行省（治揚州），後為江浙行省（治杭州）。